# Polygyra
Polygyra is een geslacht van Gastropoda, dat fossiel bekend is vanaf het Paleoceen. Tegenwoordig bestaan er nog enkele soorten van dit geslacht.

## Beschrijving
Deze landslak kenmerkt zich door een schelp met een nauwe en laaggewonden spiraal met een afgeplatte onderzijde en een gekerfde monding. De diameter bedraagt ongeveer 2,5 centimeter.

## Soorten
- † Polygyra caloosaensis C. W. Johnson, 1899
- Polygyra cereolus (Megerle von Mühlfeldt, 1818)
- Polygyra chiapensis (L. Pfeiffer, 1856)
- Polygyra couloni (Shuttleworth, 1852)
- Polygyra dissecta E. von Martens, 1892
- Polygyra dysoni (Shuttleworth, 1852)
- † Polygyra myersi Marshall, 1929
- † Polygyra petrochlora Cockerell, 1914
- Polygyra plagioglossa (L. Pfeiffer, 1859)
- Polygyra septemvolva Say, 1818
- Polygyra yucatanea (Morelet, 1849)

### Taxon inquirendum
- † Polygyra expansa Hanna, 1920

### Synoniemen
- Polygyra (Acutidens) Pilsbry, 1956 => Linisa Pilsbry, 1930
  - Polygyra (Acutidens) acutedentata (W. G. Binney, 1858) => Linisa acutedentata (W. G. Binney, 1858)
- Polygyra (Daedalochila) H. Beck, 1837 => Daedalochila H. Beck, 1837
- Polygyra (Linisa) Pilsbry, 1930 => Linisa Pilsbry, 1930
  - Polygyra (Linisa) albicostulata Pilsbry, 1896 => Linisa albicostulata (Pilsbry, 1896)
  - Polygyra (Linisa) anilis (Gabb, 1865) => Linisa anilis (Gabb, 1865)
  - Polygyra (Linisa) ariadnae (L. Pfeiffer, 1848) => Linisa ariadnae (L. Pfeiffer, 1848)
  - Polygyra (Linisa) aulacomphala Pilsbry & Hinkley, 1907 => Linisa aulacomphala (Pilsbry & Hinkley, 1907)
  - Polygyra (Linisa) behri (Gabb, 1865) => Linisa behri (Gabb, 1865)
  - Polygyra (Linisa) bicruris (L. Pfeiffer, 1857) => Linisa bicruris (L. Pfeiffer, 1857)
  - Polygyra (Linisa) cantralli Solem, 1957 => Linisa cantralli (Solem, 1957)
  - Polygyra (Linisa) euglypta Pilsbry, 1896 => Linisa euglypta (Pilsbry, 1896)
  - Polygyra (Linisa) hertleini Haas, 1961 => Linisa hertleini Haas, 1961
  - Polygyra (Linisa) hindsi (L. Pfeiffer, 1845) => Linisa hindsi (L. Pfeiffer, 1845)
  - Polygyra (Linisa) implicata (E. von Martens, 1865) => Linisa implicata (E. von Martens, 1865)
  - Polygyra (Linisa) matermontana Pilsbry, 1896 => Linisa matermontana (Pilsbry, 1896)
  - Polygyra (Linisa) nelsoni Dall, 1897 => Linisa nelsoni (Dall, 1897)
  - Polygyra (Linisa) oppilata (Morelet, 1849) => Linisa oppilata (Morelet, 1849)
  - Polygyra (Linisa) pergrandis Solem, 1959 => Linisa pergrandis (Solem, 1959)
  - Polygyra (Linisa) polita Pilsbry & Hinkley, 1907 => Linisa polita (Pilsbry & Hinkley, 1907)
  - Polygyra (Linisa) ponsonbyi Pilsbry, 1896 => Linisa ponsonbyi (Pilsbry, 1896)
  - Polygyra (Linisa) rhoadsi Pilsbry, 1899 => Linisa rhoadsi (Pilsbry, 1899)
  - Polygyra (Linisa) richardsoni E. von Martens, 1892 => Linisa richardsoni (E. von Martens, 1892)
  - Polygyra (Linisa) suprazonata Pilsbry, 1899 => Linisa suprazonata (Pilsbry, 1899)
  - Polygyra (Linisa) tamaulipasensis (Lea, 1857) => Linisa tamaulipasensis (I. Lea, 1857)
  - Polygyra (Linisa) texasiana (Moricand, 1833) => Linisa texasiana (Moricand, 1833)
  - Polygyra (Linisa) ventrosula (L. Pfeiffer, 1845) => Linisa ventrosula (L. Pfeiffer, 1845)
- Polygyra (Mesodon) A. Férussac, 1821 => Mesodon A. Férussac, 1821
- Polygyra (Polygyra) Say, 1818 => Polygyra Say, 1818
  - Polygyra (Polygyra) cereolus (Megerle von Mühlfeld, 1818) => Polygyra cereolus (Megerle von Mühlfeldt, 1818)
- Polygyra (Stenotrema) Rafinesque, 1819 => Stenotrema Rafinesque, 1819
- Polygyra (Triodopsis) Rafinesque, 1819 => Triodopsis Rafinesque, 1819
- Polygyra (Upsilodon) Pilsbry, 1930 => Daedalochila (Upsilodon) Pilsbry, 1930 => Daedalochila H. Beck, 1837
  - Polygyra (Upsilodon) burlesoni Metcalf & Riskind, 1978 => Daedalochila burlesoni (Metcalf & Riskind, 1978)
  - olygyra (Upsilodon) dalli Metcalf & Riskind, 1978 => Daedalochila dalli (Metcalf & Riskind, 1978)
  - Polygyra (Upsilodon) idiogenes Pilsbry, 1956 => Daedalochila idiogenes (Pilsbry, 1956)
  - Polygyra (Upsilodon) multiplicata Metcalf & Riskind, 1978 => Daedalochila multiplicata (Metcalf & Riskind, 1978)
  - Polygyra (Upsilodon) sterni Metcalf & Riskind, 1978 => Daedalochila sterni (Metcalf & Riskind, 1978)
- Polygyra adamnis (Dall, 1890) † => Linisa adamnis (Dall, 1890) †
- Polygyra dallii (Stearns in White, 1885) † => Vespericola dallii (Stearns in White, 1885) †
- Polygyra martini Hanna, 1920 † => Helminthoglypta martini (Hanna, 1920) †
- Polygyra rutherfordi Russell, 1929 † => Tozerpina rutherfordi (Russell, 1929) †
- Polygyra venerabilis Russell, 1937 † => Polygyrella venerabilis (Russell, 1937) †